# District de Kitakuwada
Le district de Kitakuwada (北桑田郡, Kitakuwada-gun) est un ancien district de la préfecture de Kyoto, au Japon. Créé le 10 avril 1879 à partir de l'ancien district de Kuwada (ja), il disparaît le 1er janvier 2006 lors que sa dernière municipalité, le bourg de Miyama, est fusionné avec trois autres municipalités pour former la ville de Nantan.

## Toponymie
Le nom signifie « Kuwada nord » et fait référence à l'ancien comté de Kuwada, cité dans le Nihon shoki compilé en l'an 720.

## Géographie

### Topographie

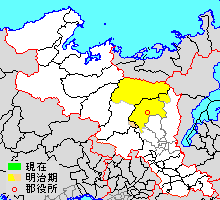
Étendue du district de Kitakuwada sur une carte de la préfecture de Kyoto dans ses tracés du 12 mars 2007.

Le district de Kitakuwada est situé au centre de la préfecture, dans l'ancienne province de Tamba, et borde au nord les préfectures de Fukui et de Shiga. Situé dans les terres hautes du Tamba (ja), le district est traversé par le fleuve Yura qui se jette au nord dans la mer du Japon et par la rivière Ōi (大堰川), qui rejoint la ville de Kyoto au sud. La région est couvert à 90% de forêts et est montagneuse. En 1981, sa superficie est de 557,64 kilomètres carrés.
Il correspond maintenant à une partie de la ville de Nantan et une partie des arrondissements d'Ukyō et de Sakyō de la ville de Kyoto.

### Districts limitrophes
À sa création le 10 avril 1879, le district de Kitakuwada est bordé à l'est par le district d'Otagi (ja) (愛宕郡), au sud par le district de Kadono (ja) (葛野郡) et par le district de Minamikuwada (南桑田郡), à l'ouest par le district de Funai (船井郡) et le district d'Ikaruga (ja) (何鹿郡), et au nord par le district d'Onyū (ja) (遠敷郡) de la préfecture de Fukui et par le district de Takashima (ja) (高島郡) de la préfecture de Shiga,,,. Le 1er avril 1931, plusieurs municipalités du district de Kadono sont fusionnées à la ville de Kyoto et l'arrondissement d'Ukyō (右京区) borde maintenant le district de Kitakuwada. Le 1er avril 1948, les dernières municipalités du district de Kadono sont fusionnées à Kyoto et le district de Kadono disparaît, remplacé par une partie de l'arrondissement de Kamigyō. Le même jour de l'année suivante, les dernières municipalités du district d'Otagi sont fusionnées à Kyoto et le district d'otagi disparaît, remplacé par une partie de l'arrondissement de Sakyō (左京区). Le 1er janvier 1955, plusieurs municipalités fusionnent pour créer la ville de Kameoka et le district de Kitakuwada ne borde donc plus le district de Minamikuwada, et le 10 avril, deux municipalités du district d'Ikaruga sont fusionnées à la ville d'Ayabe et le district de Kitakuwada ne borde donc plus le district d'Ikaruga. Le 10 septembre de la même année, la partie nord de l'arrondissement de Kamigyō est détachée pour former l'arrondissement de Kita, qui devient conséquemment voisin du district de Kitakuwada. Le 1er janvier 2005, à la création de la ville de Takashima, le district voisin de Takashima disparaît, tandis que le 1er avril, à la dissolution de Keihoku, le district de Kitakuwada ne borde plus l'arrondissement de Kita.

## Histoire
Le 10 avril 1879, la nouvelle loi municipale (ja) est appliquée dans la préfecture de Kyoto et sépare le comté (ou district) de Kuwada (ja) (桑田郡) en deux districts, ceux de Kitakuwada (« Kuwada nord ») et de Minamikuwada (« Kuwada sud ») ; Kitakuwada a son siège de district au village de Higae,,. Les villages de Chiminaka (知見中村) et de Chiinaka (知井中村) de l'ancien comté de Kuwada sont subséquemment fusionnés pour créer le village de Naka. Il est alors composé des 85 villages suivants (numéros correspondant à ceux sur la carte) : 

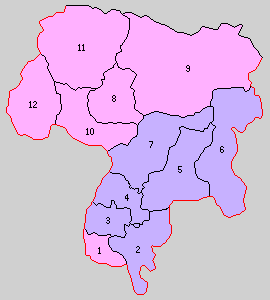
Carte des municipalités du district de Kitakuwada en 1889 (1. Kamiyoshi, 2. Hosono, 3. Utsu, 4. Shūzan, 5. Yamaguni, 6. Kuroda, 7. Yuge, 8. Hiraya, 9. Chii, 10. Miyajima, 11. Tsurugaoka, 12. Ōno.

1. Kamiyoshi (ja) (神吉村)
2. Hosono (ja) (細野村)
3. Chūji (中地村)
4. Kashibara (柏原村)
5. Yuzuki (弓槻村)
6. Tochimoto (栃本村)
7. Shimoutsu (下宇津村)
8. Akeshi (明石村)
9. Shūzan (ja) (周山村)
10. Shimokumata (下熊田村)
11. Gohonmatsu (五本松村)
12. Yashironaka (矢代中村)
13. Kumata (ja) (熊田村)
14. Urushitani (漆谷村)
15. Nishi (西村)
16. Uno (宇野村)
17. Azae (浅江村)
18. Oshio (小塩村)
19. Ido (井戸村)
20. Hatsukawa (初川村)
21. Ōno (大野村)
22. Higae (比賀江村)
23. Nakae (中江村)
24. Tsuji (辻村)
25. Tō (塔村)
26. Torii (鳥居村)
27. Shimo (下村)
28. Seryō (芹生村)
29. Shimokuroda (下黒田村)
30. Miya (宮村)
31. Kamikuroda (上黒田村)
32. Haiya (灰屋村)
33. Katanami (片波村)
34. Hirogawara (広河原村)
35. Kamiyuge (上弓削村)
36. Kaminaka (上中村)
37. Shimonaka (下中村)
38. Shimoyuge (下弓削村)
39. Izaki (井崎村)
40. Shiota (塩田村)
41. Tanuki (田貫村)
42. Shitsutan (室谷村)
43. Akeshi (赤石村)
44. Fukami (深見村)
45. Nagao (長尾村)
46. Matabayashi (又林村)
47. Shimohiraya (ja) (下平屋村)
48. Kamihiraya (ja) (上平屋村)
49. Agake (ja) (安掛村)
50. Nozoe (ja) (野添村)
51. Uchikubo (内久保村)
52. Arakura (荒倉村)
53. Minami (南村)
54. Kita (北村)
55. Naka (中村)
56. Kawauchidani (河内谷村)
57. Shimo (下村)
58. Chimi (知見村)
59. Ewa (江和村)
60. Tauta (田歌村)
61. Ashiu (芦生村)
62. Shiraishi (白石村)
63. Sasari (佐々里村)
64. Miyawaki (宮脇村)
65. Itahashi (板橋村)
66. Shimoyoshida (下吉田村)
67. Hara (原村)
68. Shizuhara (静原村)
69. Izumi (和泉村)
70. Jōshi (上司村)
71. Nagatani (長谷村)
72. Shima (島村)
73. Tsurugaoka (ja) (鶴ヶ岡村)
74. Takano (高野村)
75. Toyosato (豊郷村)
76. Morisato (盛郷村)
77. Fukui (福居村)
78. Kayano (萱野村)
79. Ōno (ja) (大野村)
80. Mitsuno (三埜村)
81. Hijitani (肱谷村)
82. Obuchi (小淵村)
83. Mukaiyama (向山村)
84. Kashiwara (樫原村)
85. Otomi (音海村)

Le 1er avril 1889, à l'adoption de la loi municipale moderne (ja), le nombre de villages est réduit à 12 par la fusion de la majorité des anciennes :
1. Fusion des villages de Chūji, Kashibara, Yuzuki, Tochimoto, Shimoutsu et Akeshi (明石) pour créer celui d'Utsu (ja) (宇津村) ;
2. Fusion des villages de Shūzan, Shimokumata, Gohonmatsu, Yashironaka, Kumata, Urushitani, Nishi, Uno et Azae pour recréer celui de Shūzan ;
3. Fusion des villages d'Oshio, Ido, Hatsukawa, Ōno (#21), Higae, Nakae, Tsuji, Tō, Torii et Shimo (#27) pour créer celui de Yamaguni (ja) (山国村) ;
4. Fusion des villages de Seryō, Shimokuroda, Miya, Kamikuroda, Haiya, Katanami et Hirogawara pour créer celui de Kuroda (ja) (黒田村) ;
5. Fusion des villages de Kamiyuge, Kaminaka, Shimonaka, Shimoyuge, Izaki, Shiota, Tanuki, Shitsutan et Akeshi (赤石) pour créer celui de Yuge (ja) (弓削村) ;
6. Fusion des villages de Fukami, Nagao, Matabayashi, Shimohiraya, Kamihiraya, Agake, Nozoe, Uchikubo et Arakura pour créer celui de Hiraya (ja) (平屋村) ;
7. Fusion des villages de Minami, Kita, Naka, Kawauchidani, Shimo (#57), Chimi, Ewa, Tauta, Ashiu, Shiraishi et Sasari pour créer celui de Chii (ja) (知井村) ;
8. Fusion des villages de Miyawaki, Itahashi, Shimoyoshida, Hara, Shizuhara, Izumi Jōshi, Nagatani et Shima pour créer celui de Miyajima (ja) (宮島村) ;
9. Fusion des villages de Tsurugaoka, Takano, Toyosato, Morisato et Fukui pour recréer celui de Tsurugaoka ;
10. Fusion des villages de Kayano, Ōno (#79), Mitsuno, Hijitani, Obuchi, Mukaiyama, Kashiwara et Otomi pour recréer celui d'Ōno.

En 1895, le bureau du district de Kitakuwada déménage au village de Shūzan. Le 1er juillet 1899, lorsque la loi sur les districts (ja) (郡制) est adoptée dans la préfecture, des assemblées de district ont maintenant lieu dans le district de Kitakuwada, qui se dote aussi d'un préfet de district. Le 1er avril 1923, les assemblées de district sont abolies, suivi du siège de district le 1er juillet 1926, et le district de Kitakuwada ne devient plus qu'une division géographique. Le 1er avril 1943, Shūzan est promu au rang de bourg. En 1955, plusieurs changements territoriaux ont lieu : le 1er mars, le bourg de Shūzan et les villages de Hosono, Utsu, Yamaguni, Kuroda et Yuge fusionnent pour former le bourg de Keihoku (京北町), tandis que le 1er avril, ceux de Chii, Hiraya, Miyajima, Tsurugaoka et Ōno fusionnent pour former le bourg de Miyama (美山町), alors que le village de Kamiyoshi est intégré au bourg de Yagi (八木町), du district voisin de Funai. Le 1er avril 1957, une partie du district, l'ancien village de Hirogawara dans le bourg de Keihoku, est intégré dans l'arrondissement Sakyō de la ville de Kyoto, quittant ainsi le périmètre du district.
Le 1er avril 2005, Keihoku est intégré dans la ville de Kyoto et fait désormais partie de l'arrondissement d'Ukyō, quittant ainsi le périmètre du district. Finalement, le 1er janvier 2006, Miyama fusionne avec les bourgs de Hiyoshi (日吉町), Yagi et Sonobe (園部町), tous du district de Funai, pour créer la ville de Nantan, dissolvant ainsi le district,.